# Lucky 7
Lucky 7, ou Lucky Seven (bra As 7 Regras do Amor, ou As Sete Regras do Amor), é um telefilme canadense de 2003, uma comédia romântica dirigida por Harry Winer e estrelada por Patrick Dempsey e Kimberly Williams.

## Elenco
| Ator                      | Papel            |
| ------------------------- | ---------------- |
| Kimberly Williams-Paisley | Amy Myer         |
| Patrick Dempsey           | Peter Connor     |
| Brad Rowe                 | Daniel McCandles |
| Brian Markinson           | Bernie Myer      |
| Gail O'Grady              | Rachel Myer      |